# FC Schaan
FC Schaan to klub piłkarski z Liechtensteinu, założony w 1949 roku. Klub trzy razy zdobył Puchar Liechtensteinu (ostatni raz w 1994 roku), dzięki temu zaliczyli także występ w Pucharze UEFA. Podobnie jak pozostałe kluby z Liechtensteinu, mecze na co dzień rozgrywa w sąsiedniej Szwajcarii. W poprzednim sezonie uzyskał awans do 2. Ligi regional (5 poziom rozgrywkowy w Szwajcarii).

## Sukcesy
- 3-krotny zdobywca Pucharu Liechtensteinu: 1955, 1963, 1994

## Europejskie puchary
Legenda do wszystkich tabel:
- Q – runda eliminacyjna, 1/16, 1/8, 1/4, 1/2 – odpowiednia faza rozgrywek, Grupa – runda grupowa, 1r gr – pierwsza runda grupowa, 2r gr – druga runda grupowa, F – finał, R – runda, PO – play-off
- k. – rzuty karne, los. – losowanie, Dogr. – dogrywka, w. – zasada bramek strzelonych na wyjeździe

| Sezon   | Rozgrywki                 | Runda | Klub               | Dom | Wyjazd | Ogólnie |
| ------- | ------------------------- | ----- | ------------------ | --- | ------ | ------- |
| 1994/95 | Puchar Zdobywców Pucharów | Q     | Pirin Błagojewgrad | 0–1 | 0–3    | 0–4     |